# The Road
The Road là một cuốn tiểu thuyết đề tài hậu tận thế năm 2006 của nhà văn Mỹ Cormac McCarthy. Cuốn sách xoay quanh cuộc hành trình của một người cha cùng cậu con trai nhỏ của mình trong khoảng thời gian vài tháng, khi họ băng qua những vùng đất hoang tàn là kết quả của một trận đại hồng thủy quét sạch toàn bộ sự sống và nền văn minh trên thế giới. Cuốn tiểu thuyết đã được trao giải Pulitzer năm 2007 và giải Tưởng niệm James Tait Black năm 2006. Năm 2009, The Road được chuyển thể thành một bộ phim điện ảnh do John Hillcoat làm đạo diễn.

## Nội dung
Một người cha và cậu con trai nhỏ của mình đang thực hiện cuộc hành trình xuyên Bắc Mỹ trong thời kỳ hậu tận thế, vài năm sau khi một sự kiện tuyệt chủng quét sạch toàn bộ nền văn minh nhân loại. Vùng đất bị nhấn chìm trong đám tro bụi và là nơi sự sống không còn hiện hữu. Mẹ của cậu bé, người mang thai cậu vào thời điểm xảy ra thảm họa, đã tự tử một thời gian trước đó.
Nhận thấy rằng họ không thể sống nổi qua mùa đông, người cha đưa cậu bé về phía nam dọc theo những con đường vắng hướng ra biển, mang theo số tài sản ít ỏi trong ba lô và một chiếc xe đẩy siêu thị. Người cha luôn bị những cơn ho hành hạ và biết rằng mình không còn sống được bao lâu. Anh khẳng định với con trai rằng họ là những "người tốt" đang "mang theo ngọn lửa bên mình". Hai người chỉ có một khẩu súng lục ổ quay để phòng thân, cùng với hai viên đạn. Người cha đã dạy cậu bé cách sử dụng súng để tự kết liễu khi cần thiết, tránh rơi vào tay những kẻ ăn thịt người.
Hai cha con trốn tránh một toán cướp để tránh giao chiến với bọn chúng. Người cha sử dụng một trong những viên đạn để giết một kẻ cướp khi hắn ta phát hiện ra họ rồi đe dọa cậu bé. Họ chạy trốn sau khi đồng bọn của tên cướp nghe thấy tiếng súng nổ rồi tiến về phía hai người, chấp nhận bỏ lại hầu hết tài sản của mình. Khi lục soát một ngôi nhà để tìm nguồn cung, hai người phát hiện ra một căn hầm bị khoá, bên trong là những người bị ăn mất tay chân. Sau đó, hai người bỏ trốn và chạy vào khu rừng.
Khi hai cha con sắp chết đói thì họ tìm thấy một boong ke ẩn chứa đầy thức ăn, quần áo cùng các vật dụng khác. Họ ở đó nhiều ngày, lấy lại sức, rồi sau đó tiếp tục cuộc hành trình và mang theo đồ trong xe đẩy. Hai người bắt gặp một ông cụ, rồi cậu bé nài nỉ đòi người cha chia sẻ thức ăn cho ông ta. Tiến xa hơn trên đường, họ trốn tránh một băng nhóm, trong đó có một thành viên là phụ nữ mang thai, rồi ngay sau đó họ phát hiện ra một khu cắm trại bỏ hoang cùng một đứa trẻ sơ sinh bị nướng trên xiên sắt. Họ nhanh chóng cạn kiệt nguồn cung và trở nên đói khát, trước khi tìm thấy một ngôi nhà chứa nhiều thức ăn hơn, nhưng tình trạng của người đàn ông ngày càng trở nên tồi tệ hơn.
Cặp đôi đến bờ biển rồi phát hiện ra một chiếc thuyền bị đắm trôi dạt vào bờ. Người đàn ông bơi đến đó và lấy vật dụng, bao gồm cả một khẩu súng bắn pháo sáng mà anh dùng nó để biểu diễn cho cậu bé xem. Lúc này, cậu bé đang bị ốm, và trong thời gian hồi phục sức khỏe trên bãi biển thì chiếc xe đẩy của họ đã bị đánh cắp. Hai người đuổi theo và đối đầu với tên trộm. Người cha đe dọa hắn bằng khẩu súng lục và buộc hắn phải lột trần. Điều này khiến cậu bé đau khổ đến mức người cha buộc phải quay trở lại, rồi để quần áo cùng giày của tên trộm trên đường, nhưng hắn đã đi mất.
Khi đang đi bộ qua một thị trấn, người cha bất thình lình bị một người đàn ông dùng nỏ bắn vào chân, và đổi lại, anh cũng dùng súng pháo sáng bắn hắn ta. Cặp đôi di chuyển xa hơn về phía nam dọc theo bãi biển. Tình trạng của người cha trở nên tồi tệ hơn, rồi sau vài ngày anh nhận ra rằng anh sẽ sớm đoàn tụ với vợ mình. Người cha bộc bạch với cậu bé rằng cậu có thể nói chuyện với anh trong lúc cầu nguyện (sau khi anh qua đời), rằng cậu bé phải tiếp tục mà không có anh. Sau khi người cha chết, cậu bé ở lại với xác của anh trong ba ngày. Cuối cùng, cậu được một người đàn ông mang theo một khẩu shotgun tiếp cận, người này đã có vợ và hai con, một trai một gái. Người đàn ông thuyết phục cậu bé rằng anh ta là một trong những "người tốt" và đón nhận cậu bé dưới sự bảo vệ của anh.

## Phát triển
Trong một cuộc phỏng vấn với Oprah Winfrey, McCarthy nói rằng nguồn cảm hứng cho cuốn sách bắt nguồn chuyến đi đến El Paso, Texas năm 2003, cùng cậu con trai nhỏ của mình. Ông mường tượng rằng thành phố có thể trông như thế nào trong 50 đến 100 năm nữa, hình dung ra "những đám lửa trên ngọn đồi" rồi nghĩ về đứa con của mình. McCarthy đã ghi chép vài bản thảo ban đầu nhưng bỏ dở nó cho đến vài năm sau, khi ông ở Ireland. Sau đó, ý tưởng cho cuốn tiểu thuyết đến với ông nhanh chóng, chỉ mất sáu tuần để hoàn thành, và ông đã dành tặng nó cho cậu con trai mình là John Francis McCarthy.
Trong một cuộc phỏng vấn với John Jurgensen của tờ The Wall Street Journal, McCarthy diễn tả những cuộc trò chuyện với người em trai về các kịch bản khác nhau cho ngày tận thế. Một trong những kịch bản đó liên quan đến những người sống sót chuyển sang ăn thịt đồng loại: "Khi mọi thứ đã biến mất, thứ duy nhất còn lại để ăn chính là những kẻ khác."

## Ý nghĩa văn chương và đón nhận
The Road đã nhận được nhiều đánh giá tích cực và thành tựu kể từ khi xuất bản. Hệ thống tổng hợp đánh giá Metacritic đã báo cáo rằng cuốn sách có điểm trung bình là 90 trên 100, dựa trên 31 bài đánh giá. Các nhà phê bình nhận xét cuốn sách là "đau lòng", "ám ảnh" cũng như "làm cảm xúc vỡ tan". The Village Voice gọi tác phẩm là "câu truyện ngụ ngôn thuần khiết nhất của McCarthy." Trong một bài đăng trên New York Review of Books, tác giả Michael Chabon đã không tiếc lời khen ngợi tiểu thuyết. Khi bàn về mối quan hệ của cuốn tiểu thuyết với các thể loại sẵn có, Chabon khẳng định The Road không phải là khoa học viễn tưởng; dù cho "câu chuyện phiêu lưu này mang đậm dấu ấn ở cả hình thức hiện đại lẫn sử thi... làm cấu kết nên câu chuyện", Chabon nói, "cuối cùng thì The Road  được hiểu rõ nhất như một bản trữ tình sử thi kinh dị." Vào tháng 6 năm 2008, Entertainment Weekly đã gọi The Road là cuốn sách/tiểu thuyết hư cấu hoặc phi hư cấu hay nhất trong 25 năm qua rồi đưa nó vào danh sách "các tác phẩm xuất sắc nhất" trước cuối thập kỷ, đồng thời nhận định, "Với phần văn xuôi tằn tiện, chuyến phiêu lưu hậu tận thế của McCarthy từ năm 2006 đã thành công trong việc làm cho người đọc vừa đau đớn vừa đau lòng." Năm 2019, tiểu thuyết được xếp ở vị trí thứ 17 trong danh sách 100 cuốn sách hay nhất thế kỷ 21 của The Guardian.
Vào ngày 28 tháng 3 năm 2007, việc lựa chọn The Road là cuốn tiểu thuyết tiếp theo trong Câu lạc bộ Sách của Oprah Winfrey đã được công bố. Một cuộc phỏng vấn truyền hình trên chương trình The Oprah Winfrey Show được thực hiện vào ngày 5 tháng 6 năm 2007, ngoài ra đây là cuộc phỏng vấn đầu tiên của McCarthy, dù trước đó nhà văn đã được phỏng vấn bởi báo giới in. Thông báo về sự xuất hiện trên truyền hình của McCarthy đã khiến những người theo dõi ông vô cùng sửng sốt. John Wegner, một giáo sư tiếng Anh tại Đại học Bang Angelo tại San Angelo, Texas kiêm biên tập viên của Tạp chí Cormac McCarthy, cho biết: "Hãy đợi một phút đến khi tôi khép được cái miệng đang há hốc vì sửng sốt của mình lại đã". Trong cuộc phỏng vấn của Winfrey, McCarthy khẳng định rằng con trai mình, John Francis, là đồng tác giả của quyển tiểu thuyết, tiết lộ rằng một số cuộc đối thoại giữa hai cha con trong tác phẩm dựa trên chính những cuộc trò chuyện có thực giữa McCarthy với con trai ông. Quyển sách cũng được dành tặng cho Francis; theo một cách nào đó, đó là một câu chuyện tình yêu mà McCarthy dành cho con trai mình, nhưng nhà văn lại không nói rõ điều đó trên truyền hình.
Vào ngày 5 tháng 11 năm 2019, BBC News đã liệt The Road vào danh sách 100 cuốn tiểu thuyết có ảnh hưởng nhất.

### Giải thưởng và đề cử
Vào năm 2006, McCarthy được trao Giải Tưởng niệm James Tait Black (ở hạng mục tiểu thuyết) cùng Giải Believer Book, đồng thời cũng là người lọt vào vòng chung khảo của Giải thưởng Hội Nhà phê bình Sách Quốc gia lĩnh vực tiểu thuyết. Vào ngày 16 tháng 4 năm 2007, cuốn tiểu thuyết đã vinh dự đem về giải Pulitzer danh giá. Năm 2012, tác phẩm đã lọt vào danh sách rút gọn của giải Best of the James Tait Black.

## Chuyển thể
Một bộ phim chuyển thể từ cuốn tiểu thuyết, do John Hillcoat đạo diễn và Joe Penhall biên kịch ra rạp vào ngày 25 tháng 11 năm 2009. Phim có sự tham gia của Viggo Mortensen trong vai Người cha và Kodi Smit-McPhee vai Cậu bé. Quá trình sản xuất của tác phẩm diễn ra ở Louisiana, Oregon cùng một số địa điểm ở Pennsylvania. Bộ phim cũng giống như tiểu thuyết, nhìn chung nhận được những đánh giá tích cực từ các nhà phê bình.